# 太平紳士

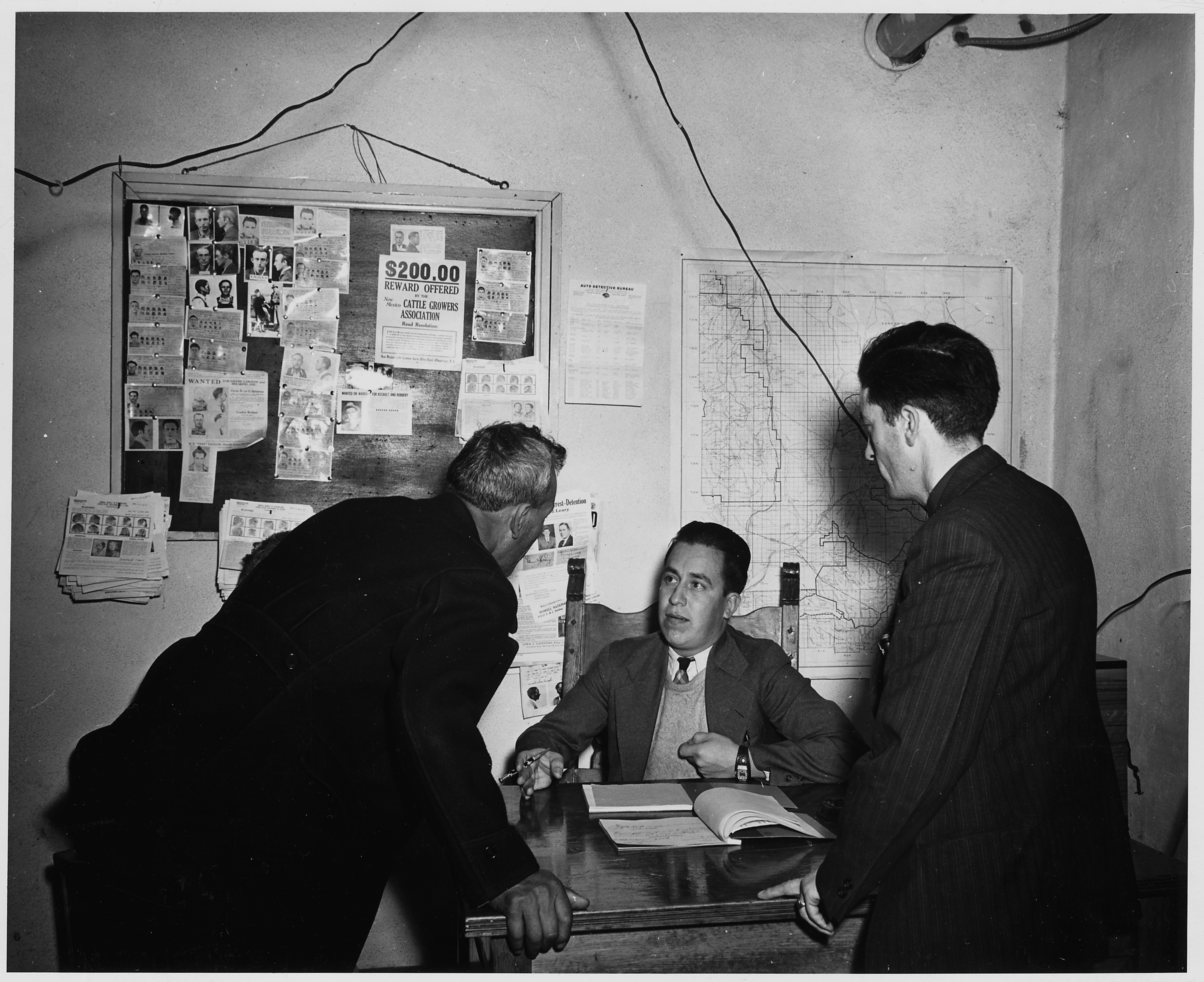
美國新墨西哥州陶斯縣一班太平紳士正在處理案件，1941年

太平紳士（英語：Justice of the Peace，縮寫：JP），又譯：太平局紳、治安法官，為一種由政府委任民間人士擔任維持社區安寧、防止非法刑罰及處理一些較簡單的法律程序的職銜，主要用于普通法系的國家或地區。現時英國的英格蘭與威爾斯、澳大利亞、加拿大、紐西蘭、馬來西亞、美國、新加坡、香港等地皆有太平紳士制度，但各地區對太平紳士的定義和要求皆有分別。

## 英國

### 英格蘭及威爾士
在英格蘭及威爾斯的裁判法庭由三位太平紳士或裁判官共同負責執行簡易程序罪行的懲處（或作「循簡易程序審訊」）：法庭可裁決刑期在六個月以下的監禁處分。裁判法庭設有一名有法律資歷的書記，負責向法庭提出相關法例的建議。太平紳士或裁判官的人選從各個地區、各個階層挑選。所有裁判官在赴任以前及在任期間，都要接受嚴謹的訓練。裁判官是非受薪的義務工作者，但可領取車馬費及生活費。一般的非專業裁判官每年需擔任最少26節（每節半日）的服務，但亦有人在一週至少要擔任一日服務。除了非專業裁判官以外，法庭亦有小量的「區域法院法官 (裁判法庭)」（舊稱「受薪裁判官」），都是有法律資歷的全職裁判處成員，可以單獨審理案件而無需其他裁判官在席。「區域法院法官（裁判法庭）」與一般在郡法院審理案件的「區域法院法官」並不相同。
現時，裁判法院可審理輕微違法行為，可判處5000英鎊以下的罰款及不超過12個月的監禁，佔英格蘭及威爾士和北愛爾蘭超過95%的刑事案件。對於較嚴重的違紀行為，裁判官負責向皇室法庭提交公訴書。裁判官亦具有限民事司法管轄權，例如：處理發牌申請。不過根據《2003年發牌法令》，這些管轄權都已撤銷。
在《2003年法院法令》正式執行以前，裁判官都限制在指定地區工作。這規定現已變更，改為編配到各地方司法區。
《1997年太平紳士法令》為現時太平紳士的委任訂立框架，由大法官以英國君主的名義委任；根據相同的機制，亦可用於太平紳士的撤銷。區域法院法官（裁判法庭）在委任前必須要有七年的一般資歷，並由英國君主按大法官的建議而委任。

### 蘇格蘭
在蘇格蘭法律體系中，太平紳士都是蘇格蘭區域法院內的非專業裁判官。「蘇格蘭區域法院」在1975年設立，用以取代過往的自治市警察法院。裁判官或單獨審理案件，又或三位共同審理、並有一位具資歷的審裁顧問擔任召集人或法庭書記。裁判官負責審理危害公眾安寧、醉酒、輕微襲擊罪、小額盜竊案及其他根據《1982年文人政府（蘇格蘭）法令》所訂定的犯法行為。
在格拉斯哥，由於法院需要審理大量案件，使以聘請了三位事務律師擔任「受薪裁判官」，以取代非專業法官的職能。受薪裁判官與簡易郡法院具有等同的定罪權力。不過，在2006年，蘇格蘭行政院頒布統一郡法院及區域法院的管理，但仍保留非專業法官，作為把蘇格蘭的司法體系統領於上议院大法官的第一步。

## 澳洲
澳洲的太平紳士通常是由社区中有良好纪录的公民擔任，有权见证与签署法定声明及宣誓書，以及公证文件副本。澳洲太平绅士制度由每州各自架构规范，因此各州的任命条件有别。例如，在昆士兰州，（合格）太平绅士必须通过太平绅士资格考试后才有资格接受任命。而在维多利亚州，只要通过符合要求的第三方证明自己的良好品格，即有資格成為太平绅士。

## 香港
香港的太平紳士制度沿襲自英國殖民地時期，在殖民地時期是一套有效的監督及視察制度，该制度设立一条獨立渠道，以便有需要人士提出投訴，並讓有關方面按規定就投訴作出調查、跟進。此外，相關的決策局或部門也可听取太平紳士提出意見及建議，藉此改善設施和服務管理方面的問題，太平紳士制度在1997年特區政府組成後仍然保留。
香港的太平紳士制度可以追溯到1843年。根據當年刊憲的英皇制誥，香港總督（港督）有權任命人來擔任某些公職，其中包括太平紳士。1843年，首任港督砵甸乍特選了44位社會人士成為治安委員，組成「英屬香港治安委員會」。及後，「治安委員」擴大權利及易名為「太平紳士」。早期香港的太平紳士全屬英國洋人，及至1878年12月14日伍廷芳獲港督軒尼詩委任為首名華裔太平紳士。自此，不少華裔陸續被委任為太平紳士。
香港立法局於1997年5月通過《太平紳士條例》（香港法例510章），從而確定了太平紳士在香港主權移交後的法律地位。
現時香港太平紳士分為官守太平紳士、非官守太平紳士、新界太平紳士三種，三者的產生程序和任職條件上均有差異，但前兩者於職能及地位上沒有分別，只有新界太平紳士比較特別。
官守太平紳士都是公職人士。在政府官員當中，一般而言只有在政府有15年以上經驗者的副署長、副秘書長又或者如助理署長，才會獲選為官守太平紳士。另外，全港十八區的民政事務處的民政事務專員，會自動成為官守太平紳士，方便協助執行職責。官守太平紳士在離開公職時，自動卸任。
非官守太平紳士一般要經過由政務司司長（主權移交前則為布政司）為主席的非官守太平紳士遴選委員會委員作遴選，再由行政長官（政權移交前則為港督）委任，委任人士並沒有特別要求，一般都是熱心公益事務人士，又或是對香港社會有貢獻者。
新界太平紳士則由政務司司長按認為合適他決定的條款及條件，在已經擔任非官守太平紳士的人中委任。而根據《鄉議局條例》第3(2)(a)(ii)條，新界太平紳士是鄉議局的當然議員。
香港的太平紳士其中一項職責為巡視如監獄等羈押院所，接受被扣留者的投訴，避免懲教署對扣留人士施行法院判決以外的刑罰。太平紳士同時可監理和接受市民的宣誓和聲明，使該宣誓或聲明具有法律效力，此範疇的工作中最為人所熟知的是於每次六合彩開彩攪珠時聯同獎券基金受助機構代表負責監理開彩結果，非官守太平紳士還有可能擔任各類咨詢委員會的委員。
獲委任為太平紳士的人可在其名字後加上「JP」字樣，作為個人正式頭銜之一部份。在香港，一般人視太平紳士為一種身份象徵，因此有不少社區人士皆踴躍捐款或擔任公職，以期獲委任為太平紳士。在過往，香港的太平紳士亦类似其他英聯邦國家，需要審理案件；但現時其職能已被具有法律資歷的全職裁判官所取代。

## 加拿大
在加拿大各省的司法制度中，太平紳士的職務包括作為較為輕微案件（例如違反交通條例）的裁判官。加拿大太平紳士全部都由該省省長提名，由省督委任。但是，要成為太平紳士的人士都需要有一些專業資格或法律常識。

## 马来西亚
在马来西亚，部分对社会有功人士也会被授予该勋衔，被称为“太平局绅”。著名受封者包括邱文玉。